# Траурный какаду
Траурный какаду (лат. Zanda funerea) — вид птиц из семейства какаду.

## Внешний вид
Длина тела 56—66 см; вес до 900 г. Основная окраска оперения тёмно-коричневая, кончики перьев белые. В области уха имеется белое или жёлтое пятно. По хвосту и подхвостью проходит продольная полоса жёлтого цвета. Голые участки вокруг глаз розовые. Радужка тёмно-коричневая. Лапы серо-коричневые. Клюв тёмно-серый. Хохолок маленький. У самки ушное пятно ярче выражено, клюв светлый, участки вокруг глаз тёмно-серые.

## Распространение
Обитает в Юго-Восточной и Восточной Австралии.

## Образ жизни
Питаются, в основном, семенами различных деревьев, личинками насекомых.

## Размножение
Гнездо самка и самец строят вместе, в дупле дерева, выстилая его древесными опилками. Самка откладывает 1—2 яйца. Насиживает одна, а самец её кормит. Выживает обычно только один птенец, он остаётся на попечении родителей в течение приблизительно 6 месяцев.

## Классификация
Международный союз орнитологов выделяет 3 подвида:
- Zanda funerea funerea (Shaw, 1794)
- Zanda funerea whiteae (Mathews, 1912)
- Zanda funerea xanthanota (Gould, 1838)